# 圣若阿基姆
圣若阿基姆（法語：Saint-Joachim，法語發音：[sɛ̃ ʒɔaʃɛ̃] ⓘ）是法国大西洋卢瓦尔省的一个市镇，位于该省西部偏北，属于圣纳泽尔区。

## 地名
法语人名“Joachim”通译“若阿基姆”，但其常见发音有[ʒɔakim]、[ʒɔakɛ̃]和[ʒɔaʃɛ̃]三种，该地名的当地通行发音为第三种。

## 地理
圣若阿基姆（47°22'56"N, 2°12'3"W）面积86.22 平方千米，位于法国卢瓦尔河地区大区大西洋卢瓦尔省。布里耶尔地区自然公园位于境内。
与圣若阿基姆接壤的市镇（或旧市镇、城区）包括：拉沙佩勒德马赖、克罗萨克、埃比尼亚克、布列塔尼地区蒙图瓦尔、圣安德烈德索、圣利法尔、圣马洛德盖尔萨克、圣纳泽尔、布列塔尼地区圣雷娜、特里尼亚克。
圣若阿基姆的时区为UTC+01:00、UTC+02:00（夏令时）。

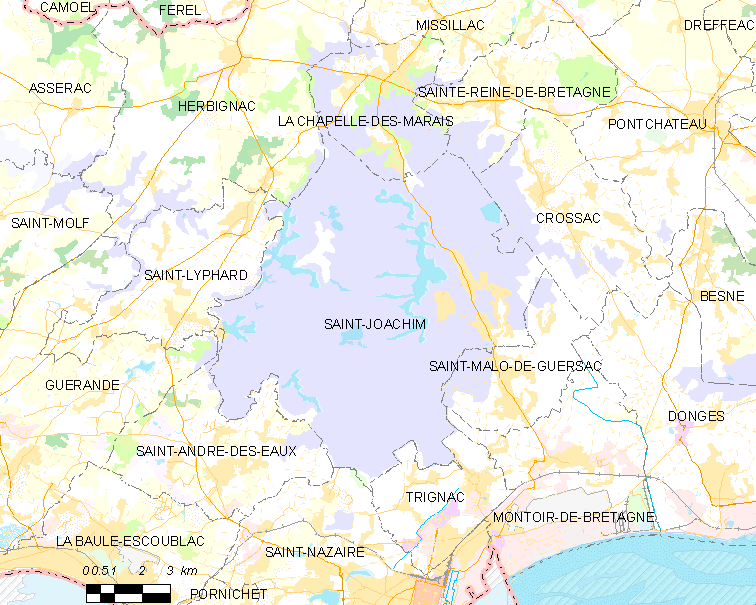
圣若阿基姆的OSM定位图

## 行政
圣若阿基姆的邮政编码为44720，INSEE市镇编码为44168。

## 政治
圣若阿基姆所属的省级选区为盖朗德县。

## 交通
大西洋卢瓦尔省省道D16线和D50线在此交汇。

## 人口

1962-2008年间圣若阿基姆人口变化图示

圣若阿基姆于2022年1月1日时的人口数量为4125人。